# Eisothistos nipponicus
Eisothistos nipponicus is een pissebed uit de familie Expanathuridae. De wetenschappelijke naam van de soort is voor het eerst geldig gepubliceerd in 1984 door Nunomura.